# Crispin Glover
Crispin Glover (New York, 20 april 1964) is een Amerikaans acteur, die onder andere in de film Back to the Future de vader speelt van de hoofdpersoon van de film, gespeeld door de Canadese acteur Michael J. Fox.
Vanwege Glovers kritische houding ten aanzien van het einde van het eerste deel, besloten de producers dat hij geen deel uit zou maken van het tweede en derde deel van Back to the Future. De producenten besloten echter wel zonder zijn toestemming archiefbeelden van hem te gebruiken. Glover klaagde hen vervolgens aan, en werd in het gelijk gesteld.
Glover speelt ook in Charlie's Angels.

## Filmografie
Hij speelde onder andere in:
- 1984: Friday the 13th: The Final Chapter, als Jimmy Mortimer
- 1985: Back to the Future, als George McFly
- 1986: River's Edge, als Layne
- 1989: Twister, als Howdy Cleveland
- 1989: Back to the Future Part II, als George McFly; archiefbeeld, onvermeld
- 1990: Wild at Heart, als Dell
- 1991: The Doors, als Andy Warhol
- 1993: What's Eating Gilbert Grape, als Bobby McBurney
- 1995: Dead Man, als Train Fireman
- 1996: The People vs. Larry Flynt, als Arlo
- 2000: Charlie's Angels, als Thin man
- 2003: Charlie's Angels: Full Throttle, als Thin man
- 2003: Willard, als Willard
- 2007: Epic Movie, als Willy Wonka
- 2007: Beowulf, als Grendel
- 2010: Alice in Wonderland, als The Knave of Hearts
- 2010: Hot Tub Time Machine, als Phil
- 2020: Smiley Face Killers, als vermomd figuur